# Alfonso Carlos de Borbón
Alfonso Carlos Fernando José Juan Pío de Borbón y Austria-Este (Londen, 12 september 1849 - Wenen, 29 september 1936), hertog van San Jaime, hertog van Anjou, was van 1931 tot 1936 als Alfons Karel I de zesde carlistische pretendent naar de troon van Spanje en als Karel XII legitimistisch pretendent naar de troon van Frankrijk.
Don Alfonso Carlos was de tweede zoon van de pretendent Juan de Borbón en diens echtgenote Maria Beatrix van Oostenrijk-Este, een dochter van Frans IV van Modena, en dus de jongere broer van Juans opvolger Carlos (VII). Hij nam dienst in het leger van Oostenrijk en in 1868 bij de pauselijke zoeaven. Als zoeaaf raakte hij bevriend met Nederlander Ignace Wils, met wie hij in dezelfde compagnie zat. In 1871 huwde Alfonso Carlos met Maria das Neves van Portugal (1852-1941), een dochter van Dom Miguel. Het huwelijk bleef kinderloos.
In de Derde Carlistenoorlog stelde hij zich in 1872 aan het hoofd van de carlistische opstand in Catalonië, geholpen door onder meer zijn vriend Wils. Hij veroverde in de daaropvolgende jaren grote delen van Noord-Spanje - vooral de bloedige verovering van Cuenca is bekend - en maakte zich door zijn wreedheid berucht. Na de carlistische nederlaag in 1876 week hij uit naar Oostenrijk, dat weigerde hem aan de Spaanse regering uit te leveren. Hij bleef met zijn echtgenote in Oostenrijk, waar hij enkele goederen bezat, en bemoeide zich weinig meer met het carlisme. Het echtpaar maakte enkele wereldreizen en was bij een incognito bezoek aan Spanje in 1931 getuige van het uitroepen van de republiek aldaar na de troonsafstand van Alfons XIII.
Met de dood van Carlos' kinderloze opvolger Jaime in 1931 werd Alfonso Carlos als enige nog levende nakomeling in mannelijke lijn van Carlos (V) op 79-jarige leeftijd hoofd van de carlistische tak en dus pretendent. Hij erkende kort daarop Alfons XIII als hoofd van het huis Bourbon, maar benoemde kort voor zijn dood in 1936 desalniettemin Xavier van Bourbon-Parma tot "regent" van de carlistische beweging.
Met Alfonso Carlos' kinderloze dood in datzelfde jaar - hij werd overreden door een legerwagen - was de carlistische kwestie theoretisch uit de wereld: de tak van Don Carlos was uitgestorven en de tak van Alfons XIII gold als erfgenaam. Veel carlisten steunden Alfons sindsdien inderdaad, evenals de legitimisten. Een kleinere groep beschouwde Xavier echter als koning. Als hoofd van de tak Bourbon-Parma was hij, met uitsluiting van onder meer de tak van Alfons, Alfonso Carlos' erfgenaam. Een carlistische splintergroepering zocht zijn opvolger in de nakomelingen in vrouwelijke lijn van zijn broer Carlos (VII) en werd aanhanger van diens kleinzoon Karel Pius van Oostenrijk.

## Kwartierstaat
| Karel IV van Spanje (1748-1819) | Karel IV van Spanje (1748-1819) | Karel IV van Spanje (1748-1819) | Karel IV van Spanje (1748-1819) | Karel IV van Spanje (1748-1819)            | Karel IV van Spanje (1748-1819)            | Maria Louisa van Parma (1751-1819)         | Maria Louisa van Parma (1751-1819)         | Maria Louisa van Parma (1751-1819)         | Maria Louisa van Parma (1751-1819)         | Maria Louisa van Parma (1751-1819)                 | Maria Louisa van Parma (1751-1819)                 |                                                    |                                                    | Johan VI van Portugal (1767-1826)                  | Johan VI van Portugal (1767-1826)                  | Johan VI van Portugal (1767-1826)        | Johan VI van Portugal (1767-1826)        | Johan VI van Portugal (1767-1826)                   | Johan VI van Portugal (1767-1826)                   | Charlotte Joachime van Bourbon (1775-1830)          | Charlotte Joachime van Bourbon (1775-1830)          | Charlotte Joachime van Bourbon (1775-1830)          | Charlotte Joachime van Bourbon (1775-1830)          | Charlotte Joachime van Bourbon (1775-1830) | Charlotte Joachime van Bourbon (1775-1830) |  |  | Ferdinand van Oostenrijk (1754-1806) | Ferdinand van Oostenrijk (1754-1806) | Ferdinand van Oostenrijk (1754-1806)   | Ferdinand van Oostenrijk (1754-1806)   | Ferdinand van Oostenrijk (1754-1806)   | Ferdinand van Oostenrijk (1754-1806)   | Maria Beatrice d'Este (1750-1829)      | Maria Beatrice d'Este (1750-1829)      | Maria Beatrice d'Este (1750-1829) | Maria Beatrice d'Este (1750-1829) | Maria Beatrice d'Este (1750-1829)             | Maria Beatrice d'Este (1750-1829)             |                                               |                                               | Victor Emanuel I van Sardinië (1759-1824)     | Victor Emanuel I van Sardinië (1759-1824)     | Victor Emanuel I van Sardinië (1759-1824) | Victor Emanuel I van Sardinië (1759-1824) | Victor Emanuel I van Sardinië (1759-1824) | Victor Emanuel I van Sardinië (1759-1824) | Maria Theresia van Oostenrijk-Este (1773-1832) | Maria Theresia van Oostenrijk-Este (1773-1832) | Maria Theresia van Oostenrijk-Este (1773-1832) | Maria Theresia van Oostenrijk-Este (1773-1832) | Maria Theresia van Oostenrijk-Este (1773-1832) | Maria Theresia van Oostenrijk-Este (1773-1832) |  |  |  |  |  |  |  |  |  |  |  |  |  |  |  |  |  |  |  |  |  |  |  |  |  |  |  |  |  |  |  |  |  |  |  |  |  |  |  |  |  |  |  |  |  |  |  |  |
| Karel IV van Spanje (1748-1819) | Karel IV van Spanje (1748-1819) | Karel IV van Spanje (1748-1819) | Karel IV van Spanje (1748-1819) | Karel IV van Spanje (1748-1819)            | Karel IV van Spanje (1748-1819)            | Maria Louisa van Parma (1751-1819)         | Maria Louisa van Parma (1751-1819)         | Maria Louisa van Parma (1751-1819)         | Maria Louisa van Parma (1751-1819)         | Maria Louisa van Parma (1751-1819)                 | Maria Louisa van Parma (1751-1819)                 |                                                    |                                                    | Johan VI van Portugal (1767-1826)                  | Johan VI van Portugal (1767-1826)                  | Johan VI van Portugal (1767-1826)        | Johan VI van Portugal (1767-1826)        | Johan VI van Portugal (1767-1826)                   | Johan VI van Portugal (1767-1826)                   | Charlotte Joachime van Bourbon (1775-1830)          | Charlotte Joachime van Bourbon (1775-1830)          | Charlotte Joachime van Bourbon (1775-1830)          | Charlotte Joachime van Bourbon (1775-1830)          | Charlotte Joachime van Bourbon (1775-1830) | Charlotte Joachime van Bourbon (1775-1830) |  |  | Ferdinand van Oostenrijk (1754-1806) | Ferdinand van Oostenrijk (1754-1806) | Ferdinand van Oostenrijk (1754-1806)   | Ferdinand van Oostenrijk (1754-1806)   | Ferdinand van Oostenrijk (1754-1806)   | Ferdinand van Oostenrijk (1754-1806)   | Maria Beatrice d'Este (1750-1829)      | Maria Beatrice d'Este (1750-1829)      | Maria Beatrice d'Este (1750-1829) | Maria Beatrice d'Este (1750-1829) | Maria Beatrice d'Este (1750-1829)             | Maria Beatrice d'Este (1750-1829)             |                                               |                                               | Victor Emanuel I van Sardinië (1759-1824)     | Victor Emanuel I van Sardinië (1759-1824)     | Victor Emanuel I van Sardinië (1759-1824) | Victor Emanuel I van Sardinië (1759-1824) | Victor Emanuel I van Sardinië (1759-1824) | Victor Emanuel I van Sardinië (1759-1824) | Maria Theresia van Oostenrijk-Este (1773-1832) | Maria Theresia van Oostenrijk-Este (1773-1832) | Maria Theresia van Oostenrijk-Este (1773-1832) | Maria Theresia van Oostenrijk-Este (1773-1832) | Maria Theresia van Oostenrijk-Este (1773-1832) | Maria Theresia van Oostenrijk-Este (1773-1832) |  |  |  |  |  |  |  |  |  |  |  |  |  |  |  |  |  |  |  |  |  |  |  |  |  |  |  |  |  |  |  |  |  |  |  |  |  |  |  |  |  |  |  |  |  |  |  |  |
|                                 |                                 |                                 |                                 |                                            |                                            |                                            |                                            |                                            |                                            |                                                    |                                                    |                                                    |                                                    |                                                    |                                                    |                                          |                                          |                                                     |                                                     |                                                     |                                                     |                                                     |                                                     |                                            |                                            |  |  |                                      |                                      |                                        |                                        |                                        |                                        |                                        |                                        |                                   |                                   |                                               |                                               |                                               |                                               |                                               |                                               |                                           |                                           |                                           |                                           |                                                |                                                |                                                |                                                |                                                |                                                |  |  |  |  |  |  |  |  |  |  |  |  |  |  |  |  |  |  |  |  |  |  |  |  |  |  |  |  |  |  |  |  |  |  |  |  |  |  |  |  |  |  |  |  |  |  |  |  |
|                                 |                                 |                                 |                                 | Karel Maria Isidor van Bourbon (1788-1855) | Karel Maria Isidor van Bourbon (1788-1855) | Karel Maria Isidor van Bourbon (1788-1855) | Karel Maria Isidor van Bourbon (1788-1855) | Karel Maria Isidor van Bourbon (1788-1855) | Karel Maria Isidor van Bourbon (1788-1855) |                                                    |                                                    |                                                    |                                                    |                                                    |                                                    | Maria Francisca van Portugal (1800-1834) | Maria Francisca van Portugal (1800-1834) | Maria Francisca van Portugal (1800-1834)            | Maria Francisca van Portugal (1800-1834)            | Maria Francisca van Portugal (1800-1834)            | Maria Francisca van Portugal (1800-1834)            |                                                     |                                                     |                                            |                                            |  |  |                                      |                                      |                                        |                                        | Frans IV van Modena (1779-1846)        | Frans IV van Modena (1779-1846)        | Frans IV van Modena (1779-1846)        | Frans IV van Modena (1779-1846)        | Frans IV van Modena (1779-1846)   | Frans IV van Modena (1779-1846)   |                                               |                                               |                                               |                                               |                                               |                                               | Maria Beatrix van Savoye (1792-1840)      | Maria Beatrix van Savoye (1792-1840)      | Maria Beatrix van Savoye (1792-1840)      | Maria Beatrix van Savoye (1792-1840)      | Maria Beatrix van Savoye (1792-1840)           | Maria Beatrix van Savoye (1792-1840)           |                                                |                                                |                                                |                                                |  |  |  |  |  |  |  |  |  |  |  |  |  |  |  |  |  |  |  |  |  |  |  |  |  |  |  |  |  |  |  |  |  |  |  |  |  |  |  |  |  |  |  |  |  |  |  |  |
|                                 |                                 |                                 |                                 | Karel Maria Isidor van Bourbon (1788-1855) | Karel Maria Isidor van Bourbon (1788-1855) | Karel Maria Isidor van Bourbon (1788-1855) | Karel Maria Isidor van Bourbon (1788-1855) | Karel Maria Isidor van Bourbon (1788-1855) | Karel Maria Isidor van Bourbon (1788-1855) |                                                    |                                                    |                                                    |                                                    |                                                    |                                                    | Maria Francisca van Portugal (1800-1834) | Maria Francisca van Portugal (1800-1834) | Maria Francisca van Portugal (1800-1834)            | Maria Francisca van Portugal (1800-1834)            | Maria Francisca van Portugal (1800-1834)            | Maria Francisca van Portugal (1800-1834)            |                                                     |                                                     |                                            |                                            |  |  |                                      |                                      |                                        |                                        | Frans IV van Modena (1779-1846)        | Frans IV van Modena (1779-1846)        | Frans IV van Modena (1779-1846)        | Frans IV van Modena (1779-1846)        | Frans IV van Modena (1779-1846)   | Frans IV van Modena (1779-1846)   |                                               |                                               |                                               |                                               |                                               |                                               | Maria Beatrix van Savoye (1792-1840)      | Maria Beatrix van Savoye (1792-1840)      | Maria Beatrix van Savoye (1792-1840)      | Maria Beatrix van Savoye (1792-1840)      | Maria Beatrix van Savoye (1792-1840)           | Maria Beatrix van Savoye (1792-1840)           |                                                |                                                |                                                |                                                |  |  |  |  |  |  |  |  |  |  |  |  |  |  |  |  |  |  |  |  |  |  |  |  |  |  |  |  |  |  |  |  |  |  |  |  |  |  |  |  |  |  |  |  |  |  |  |  |
|                                 |                                 |                                 |                                 |                                            |                                            |                                            |                                            |                                            |                                            | Juan Carlos María Isidro van Bourbon\| (1822-1887) | Juan Carlos María Isidro van Bourbon\| (1822-1887) | Juan Carlos María Isidro van Bourbon\| (1822-1887) | Juan Carlos María Isidro van Bourbon\| (1822-1887) | Juan Carlos María Isidro van Bourbon\| (1822-1887) | Juan Carlos María Isidro van Bourbon\| (1822-1887) |                                          |                                          |                                                     |                                                     |                                                     |                                                     |                                                     |                                                     |                                            |                                            |  |  |                                      |                                      |                                        |                                        |                                        |                                        |                                        |                                        |                                   |                                   | Maria Beatrix van Oostenrijk-Este (1824-1906) | Maria Beatrix van Oostenrijk-Este (1824-1906) | Maria Beatrix van Oostenrijk-Este (1824-1906) | Maria Beatrix van Oostenrijk-Este (1824-1906) | Maria Beatrix van Oostenrijk-Este (1824-1906) | Maria Beatrix van Oostenrijk-Este (1824-1906) |                                           |                                           |                                           |                                           |                                                |                                                |                                                |                                                |                                                |                                                |  |  |  |  |  |  |  |  |  |  |  |  |  |  |  |  |  |  |  |  |  |  |  |  |  |  |  |  |  |  |  |  |  |  |  |  |  |  |  |  |  |  |  |  |  |  |  |  |
|                                 |                                 |                                 |                                 |                                            |                                            |                                            |                                            |                                            |                                            | Juan Carlos María Isidro van Bourbon\| (1822-1887) | Juan Carlos María Isidro van Bourbon\| (1822-1887) | Juan Carlos María Isidro van Bourbon\| (1822-1887) | Juan Carlos María Isidro van Bourbon\| (1822-1887) | Juan Carlos María Isidro van Bourbon\| (1822-1887) | Juan Carlos María Isidro van Bourbon\| (1822-1887) |                                          |                                          |                                                     |                                                     |                                                     |                                                     |                                                     |                                                     |                                            |                                            |  |  |                                      |                                      |                                        |                                        |                                        |                                        |                                        |                                        |                                   |                                   | Maria Beatrix van Oostenrijk-Este (1824-1906) | Maria Beatrix van Oostenrijk-Este (1824-1906) | Maria Beatrix van Oostenrijk-Este (1824-1906) | Maria Beatrix van Oostenrijk-Este (1824-1906) | Maria Beatrix van Oostenrijk-Este (1824-1906) | Maria Beatrix van Oostenrijk-Este (1824-1906) |                                           |                                           |                                           |                                           |                                                |                                                |                                                |                                                |                                                |                                                |  |  |  |  |  |  |  |  |  |  |  |  |  |  |  |  |  |  |  |  |  |  |  |  |  |  |  |  |  |  |  |  |  |  |  |  |  |  |  |  |  |  |  |  |  |  |  |  |
|                                 |                                 |                                 |                                 |                                            |                                            |                                            |                                            |                                            |                                            |                                                    |                                                    |                                                    |                                                    |                                                    |                                                    |                                          |                                          |                                                     |                                                     |                                                     |                                                     |                                                     |                                                     |                                            |                                            |  |  |                                      |                                      |                                        |                                        |                                        |                                        |                                        |                                        |                                   |                                   |                                               |                                               |                                               |                                               |                                               |                                               |                                           |                                           |                                           |                                           |                                                |                                                |                                                |                                                |                                                |                                                |  |  |  |  |  |  |  |  |  |  |  |  |  |  |  |  |  |  |  |  |  |  |  |  |  |  |  |  |  |  |  |  |  |  |  |  |  |  |  |  |  |  |  |  |  |  |  |  |
|                                 |                                 |                                 |                                 |                                            |                                            |                                            |                                            |                                            |                                            |                                                    |                                                    |                                                    |                                                    |                                                    |                                                    |                                          |                                          |                                                     |                                                     |                                                     |                                                     |                                                     |                                                     |                                            |                                            |  |  |                                      |                                      |                                        |                                        |                                        |                                        |                                        |                                        |                                   |                                   |                                               |                                               |                                               |                                               |                                               |                                               |                                           |                                           |                                           |                                           |                                                |                                                |                                                |                                                |                                                |                                                |  |  |  |  |  |  |  |  |  |  |  |  |  |  |  |  |  |  |  |  |  |  |  |  |  |  |  |  |  |  |  |  |  |  |  |  |  |  |  |  |  |  |  |  |  |  |  |  |
|                                 |                                 |                                 |                                 |                                            |                                            |                                            |                                            |                                            |                                            |                                                    |                                                    |                                                    |                                                    |                                                    |                                                    |                                          |                                          | Carlos María de los Dolores van Bourbon (1848-1909) | Carlos María de los Dolores van Bourbon (1848-1909) | Carlos María de los Dolores van Bourbon (1848-1909) | Carlos María de los Dolores van Bourbon (1848-1909) | Carlos María de los Dolores van Bourbon (1848-1909) | Carlos María de los Dolores van Bourbon (1848-1909) |                                            |                                            |  |  |                                      |                                      | Alfonso Carlos van Bourbon (1849-1936) | Alfonso Carlos van Bourbon (1849-1936) | Alfonso Carlos van Bourbon (1849-1936) | Alfonso Carlos van Bourbon (1849-1936) | Alfonso Carlos van Bourbon (1849-1936) | Alfonso Carlos van Bourbon (1849-1936) |                                   |                                   |                                               |                                               |                                               |                                               |                                               |                                               |                                           |                                           |                                           |                                           |                                                |                                                |                                                |                                                |                                                |                                                |  |  |  |  |  |  |  |  |  |  |  |  |  |  |  |  |  |  |  |  |  |  |  |  |  |  |  |  |  |  |  |  |  |  |  |  |  |  |  |  |  |  |  |  |  |  |  |  |

- Biblioteca Nacional de España: XX1210358
- Bibliothèque nationale de France: cb15828779s (data)
- Catàleg d'autoritats de noms i títols de Catalunya: 981058520269406706
- Gemeinsame Normdatei: 1089413815
- International Standard Name Identifier: 0000 0000 6275 4415
- Library of Congress Control Number: n2011051649
- Nederlandse Thesaurus van Auteursnamen: 189860952
- Système universitaire de documentation: 248919547
- Virtual International Authority File: 88768661
- WorldCat: E39PBJvRQ3mh7PKfC8ch93FR8C